# Alemania (película de 2023)
Alemania es una película dramática adolescente argentina-española de 2023 escrita y dirigida por María Zanetti. Narra la historia de una adolescente que busca formarse en el exterior, pero sus planes cambian a causa de los problemas de salud mental de su hermana mayor. Está protagonizada por Maite Aguilar y Miranda de la Serna.
La cinta fue seleccionada para competir en la sección Horizontes Latinos en el Festival Internacional de Cine de San Sebastián 2023, donde fue proyectada el 23 de septiembre de 2023. Su estreno comercial en las salas de cines de Argentina fue el 11 de abril de 2024.

## Sinopsis
Lola, de dieciséis años, está estudiando el bachillerato cuando surge la posibilidad de cursar un semestre en Alemania. Lola quiere ir, pero su familia, agobiada por los problemas psiquiátricos de su hermana mayor, no quiere que haga el viaje. La falta de estabilidad y el agotamiento en los lazos con su familia hacen que Lola siga adelante con su idea y se lance a buscar nuevas experiencias que le hagan verse a sí misma y a las circunstancias que la rodean con otros ojos.

## Reparto
- Maite Aguilar como Lola
- Miranda de la Serna como Julieta
- María Ucedo como Sandra
- Walter Jakob como Esteban
- Andy Pruss como Alejo
- Catiana Aro como Azul
- Vicky Peña como Siru
- Martín Miller como Lucho
- Federico Venzi como Lucas
- Romina Pinto

## Premios y nominaciones
| Premio/Festival de Cine                | Fecha del evento                             | Categoría                                   | Nominado                         | Resultado | Ref.          |
| -------------------------------------- | -------------------------------------------- | ------------------------------------------- | -------------------------------- | --------- | ------------- |
| Festival de San Sebastián              | 22 de septiembre al 30 de septiembre de 2023 | Horizontes latinos                          | Alemania                         | Nominado  | [ 4 ]         |
| Festival de Cine de Ceará              | 25 de noviembre al 1 de diciembre de 2023    | Mejor dirección                             | María Zanetti                    | Ganadora  | [ 6 ]         |
| Festival de Cine de Ceará              | 25 de noviembre al 1 de diciembre de 2023    | Mejor guion                                 | María Zanetti                    | Ganadora  | [ 6 ]         |
| Festival de Cine de Ceará              | 25 de noviembre al 1 de diciembre de 2023    | Mejor dirección de arte                     | Micaela Saiegh                   | Ganadora  | [ 6 ]         |
| Premios Martín Fierro de Cine y Series | 21 de octubre de 2024                        | Mejor ópera prima                           | Alemania                         | Nominado  | [ 7 ]         |
| Premios Martín Fierro de Cine y Series | 21 de octubre de 2024                        | Mejor actriz de drama                       | Miranda de la Serna              | Nominada  | [ 7 ]         |
| Premios Martín Fierro de Cine y Series | 21 de octubre de 2024                        | Mejor actriz de reparto de drama            | María Ucedo                      | Nominada  | [ 7 ]         |
| Premios Martín Fierro de Cine y Series | 21 de octubre de 2024                        | Mejor actriz revelación                     | Maite Aguilar                    | Nominada  | [ 7 ]         |
| Premios Martín Fierro de Cine y Series | 21 de octubre de 2024                        | Mejor fotografía                            | Agustín Barrutia                 | Nominado  | [ 7 ]         |
| Premios Martín Fierro de Cine y Series | 21 de octubre de 2024                        | Mejor música original                       | Sergio de la Puente              | Nominado  | [ 7 ]         |
| Premios Cóndor de Plata                | 20 de febrero de 2025                        | Mejor ópera prima                           | Alemania                         | Nominado  | [ 8 ]         |
| Premios Cóndor de Plata                | 20 de febrero de 2025                        | Mejor actriz de reparto                     | Miranda de la Serna              | Nominada  | [ 8 ]         |
| Premios Cóndor de Plata                | 20 de febrero de 2025                        | Revelación femenina                         | Maite Aguilar                    | Nominada  | [ 8 ]         |
| Premios Cóndor de Plata                | 20 de febrero de 2025                        | Mejor dirección de casting                  | Katia Szechtman y Mariana Mitre  | Ganadoras | [ 8 ]         |
| Premios Cóndor de Plata                | 20 de febrero de 2025                        | Mejor canción original                      | «Waitin For»                     | Nominado  | [ 8 ]         |
| Premios Platino                        | 27 de abril de 2025                          | Mejor ópera prima de ficción iberoamericana | Alemania                         | Nominado  | [ 9 ]         |
| Premios Platino                        | 27 de abril de 2025                          | Cine y educación en valores                 | Alemania                         | Nominado  | [ 9 ]         |
| Premios Sur                            | 23 de julio de 2025                          | Mejor película                              | Alemania                         | Nominado  | [ 10 ] [ 11 ] |
| Premios Sur                            | 23 de julio de 2025                          | Mejor ópera prima                           | Alemania                         | Ganador   | [ 10 ] [ 11 ] |
| Premios Sur                            | 23 de julio de 2025                          | Mejor dirección                             | María Zanetti                    | Nominada  | [ 10 ] [ 11 ] |
| Premios Sur                            | 23 de julio de 2025                          | Mejor actriz                                | Miranda de la Serna              | Nominada  | [ 10 ] [ 11 ] |
| Premios Sur                            | 23 de julio de 2025                          | Mejor actriz                                | Maite Aguilar                    | Ganadora  | [ 10 ] [ 11 ] |
| Premios Sur                            | 23 de julio de 2025                          | Mejor actriz revelación                     | Maite Aguilar                    | Ganadora  | [ 10 ] [ 11 ] |
| Premios Sur                            | 23 de julio de 2025                          | Mejor actriz de reparto                     | María Ucedo                      | Ganadora  | [ 10 ] [ 11 ] |
| Premios Sur                            | 23 de julio de 2025                          | Mejor actor de reparto                      | Walter Jakob                     | Nominado  | [ 10 ] [ 11 ] |
| Premios Sur                            | 23 de julio de 2025                          | Mejor fotografía                            | Agustín Barrutia                 | Nominado  | [ 10 ] [ 11 ] |
| Premios Sur                            | 23 de julio de 2025                          | Mejor dirección de arte                     | Micaela Saiegh                   | Nominada  | [ 10 ] [ 11 ] |
| Premios Sur                            | 23 de julio de 2025                          | Mejor diseño de vestuario                   | Patricia Conta                   | Nominada  | [ 10 ] [ 11 ] |
| Premios Sur                            | 23 de julio de 2025                          | Mejor maquillaje y caracterización          | Jonatan Horne y Silvina Paolucci | Nominados | [ 10 ] [ 11 ] |